# August Vandekerkhove

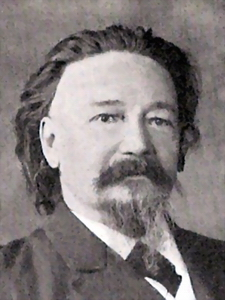
August Vandekerkhove

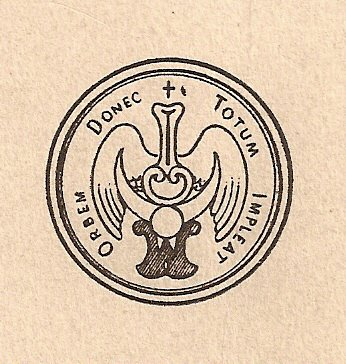
Logo Cosmosofische Beweging

August Vandekerkhove (Kanegem, 15 oktober 1838 - Mâcon, 24 maart 1923) is een Vlaams auteur, kunstschilder, feminist, magnetiseur, politiek activist en toneelschrijver.

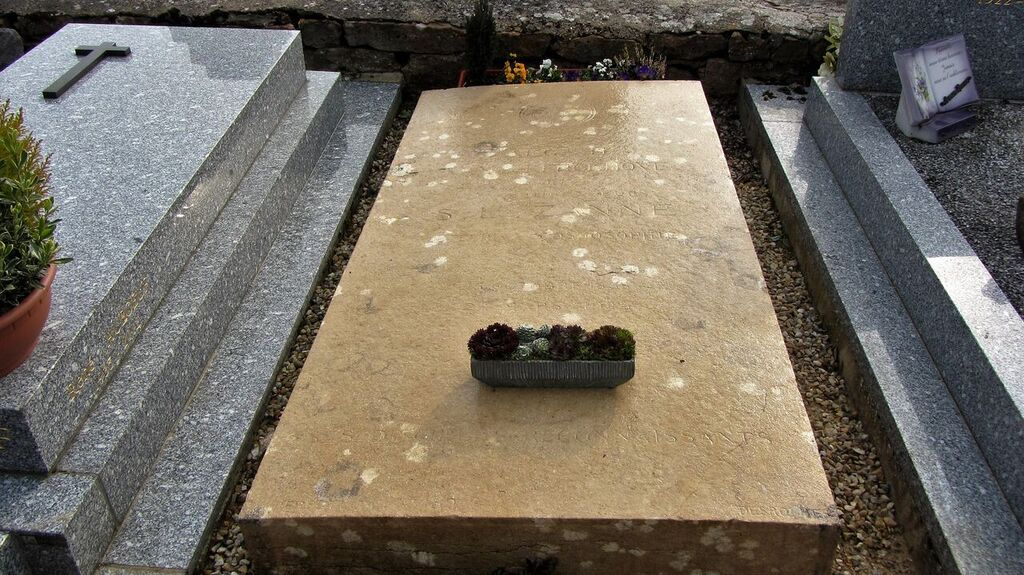
Graftombe van S.U.Zanne op de Begraafplaats van Flacé (Mâcon)

Hij heeft zich ook verdienstelijk gemaakt in de esoterie onder het pseudoniem S.U. Zanne. In die context was hij de inspirator van de Loge de Melchisédech die onder leiding stond van Papus en veel bekende leden telde.
Zanne is niet enkel een feminist van het eerste uur, maar bovendien een der eerste auteurs die gewag maakt van het omstreden Watermantijdperk. In een artikel over feminisme in het tijdschrift La Fronde van 26 februari 1890 zegt hij: "Rond 21 maart begint de cyclus van de Waterman. Het huis van Aquarius is het huis van de vrouw", waarna hij verder uitlegt dat in dit tijdperk de vrouw de gelijke van de man zal worden.
Hij is begraven op het kerkhof van Flacé in Mâcon. De grafsteen is in vervallen staat, maar na een schoonmaakbeurt zijn belettering en het symbool van de Cosmosofische Beweging nog zichtbaar.

## Paranormale ervaringen

### Spiritisme
Tijdens zijn verblijf in de Verenigde Staten zou in een gezelschap een wezen zich gematerialiseerd hebben, dat zich Suzannah noemde en beweerde een zusterziel te zijn die hem namens de Tibetaanse Mahatma Krojam moest onderwijzen. Op dit contact is zijn pseudoniem S.U.Zanne geïnspireerd.

### Afscheid van overledene
Toen de astronoom en parapsycholoog Camille Flammarion eind negentiende eeuw een wereldwijde rondvraag deed naar persoonlijke getuigenissen van mensen die paranormale ervaringen meenden te hebben gehad, was hij een van de respondenten.
Flammarion publiceerde het verslag van Vandekerkhove in zijn boek L'inconnu et les problèmes psychiques (Het onbekende en de problemen van het paranormale). " Op 25 augustus 1874 in Texas zat August bij valavond in zijn huisje bij de zee zijn pijp te roken, toen hij plots bij de deuropening zijn grootvader duidelijk zag verschijnen. Het viel hem op dat de gouden stralen van de ondergaande zon zowel het gelaat als de kledij van zijn grootvader goud en purper kleurden. Grootvader glimlachte en zag er gelukkig uit. Plots was hij verdwenen. Inderdaad werd zes weken later bevestigd dat hij overleden was in de nacht van 25-26 augustus tussen een en twee uur 's ochtends. Met het tijdsverschil tussen België en Texas leek het uur van overlijden ongeveer overeen te komen. "

## Politiek
Sedert zijn jeugd schreef hij politieke artikels in Belgische kranten.
In 1871 was hij secretaris van de Belgische republikeinse sectie van de Liga voor de Verenigde Staten van Europa.

## Esoterisch netwerk
Zanne beroept zich op de Orde van Melchizedech waarvan hij zich afgevaardigde noemt.
Hij had Blavatsky gekend in Parijs in 1884, maar wellicht ook in Amerika tussen 1865 en 1880. Hij was bevriend met Papus en Mgr. Jean Bricaud. Over zijn contacten met Max Théon wordt nog onderzoek verricht.

### Leerlingen
Zijn bekendste vaste leerlingen zijn de Zwitserse auteur Edmond Gilliard, de kunstenaar en parapsycholoog P.-E. Cornillier, de dansspecialist Jean d'Udine, Raymond Duval, Emile Duval, Paul Mezzara, Eve-Suzanne Ancel.

## Esoterisch werk
Zanne stichtte een beweging die hij Cosmosofie noemde, meestal in het Frans gespeld als cosmosophie. Hij noemde de cosmosofie de antithese van de theosofie. 

## Esoterische werken in boekvorm

### Publicaties in beperkte oplage voor geregistreerde discipelen, in periodieke afleveringen
- Le savoir d'Astaroth. Doctrine Secrète, Principes et Eléments d'Astrologie, 554 pagina's, uitgegeven op 20 genummerde exemplaren, laatste aflevering 15 juli 1900
- L'Asataruth de Pfar-Isis, 21 pagina's, uitgegeven op 21 genummerde exemplaren op 24 september 1900
- Principes et Eléments de Cosmosophie, 2167 pagina's, uitgegeven op ca. 30 genummerde exemplaren, 1899-1906
- Principes et éléments d'aéronatation, uitgegeven op 12 exemplaren, 1907

### Publieke uitgaven
- Vingt-quatre cours introductoires-préparatoires aux principes et éléments de Cosmosophie, 1909
- Principes et éléments d'Education Cosmosophique, 1924
- Occultisme occidental et ésotérisme oriental, 1927
- Principes et éléments de la Langue Sacrée selon l'Astro-Kabbale d'Al Chami, 1929 (uitgegeven op 200 genummerde exemplaren)
- Les Origines. L'Atlantide, 1931 (uitgegeven op 200 genummerde exemplaren, plus 20 exemplaren die niet in de handel werden gebracht; exemplaren 201-220)
- Lettres des Pays de l'Au-Dela, 1933

## Tijdschriften waarin hij publiceerde, meestal onder zijn pseudoniem S.U. Zanne
- La Fronde
- La Lumière
- Borderland
- L'Initiation
- La Solidarité Mondiale
- La Haute Science
- Annales Initiatiques
- Petit Journal, 1889
- L'Action Féministe

## Gepubliceerde literaire werken, onder eigen naam

### Novelle
- Een zomerlief, Gent, Drukkerij Eug. Vanderhaeghen, Veldstraat 66, 1864, 131p.

### Toneel
- De vrouwenhater, tooneelspel met zang in twee bedrijven, Gent, W. Van Rogghé, 1865, 55p.
- Een eerlijk man, tooneelspel in drie bedrijven, Antwerpen, Donné, 1870, 72p.
- Freule Laura's laatste liefde, tooneelspel in 4 bedrijven en 7 tafereelen, 1865.

## Moderne herdrukken
- Een eerlijk man, Nabu (USA), z.d.
- Le Savoir d'Astaroth, Phoenix (Genova), 2004
- Le Savoir d'Astaroth. Doctrine Secrète selon les enseignements du Sacerdoce Royal de Mélchissedech. Extériorisés pour l'Asatarùth de Pfar-Isis, Biblioteca Esotérica Herrou Aragón
- Le Savoir D'Astaroth ~ Doctrine Secrète Selon Les Enseignements Du Sacerdoce Royal De Melchissedech Extériorisés Pour L'Asatarùth De Pfar-Isis, Facsimile Publisher (Delhi), 2018
- Vingt-quatre cours introductoires-préparatoires aux principes et éléments de Cosmosophie, Biblioteca Esotérica Herrou Aragón
- Principes et éléments d'Éducation Cosmosophique, Biblioteca Esotérica Herrou Aragón
- L'Atlantide: les origines, Facsimile Publisher (Delhi), 2017
- L'Atlantide, les origines, Hachette (Paris), 2018
- Principes et Eléments de Cosmosophie. Vol. I, 1° Partie, Biblioteca Esotérica Herrou Aragón
- Principes et Eléments de Cosmosophie. Vol. I, 2° Partie, Biblioteca Esotérica Herrou Aragón
- Principes et Eléments de Cosmosophie. Vol. II, 1° Partie 1, Biblioteca Esotérica Herrou Aragón
- Principes et Eléments de Cosmosophie. Vol. II, 1° Partie 2, Biblioteca Esotérica Herrou Aragón
- Principes et Eléments de Cosmosophie. Vol. II, 2° Partie, Biblioteca Esotérica Herrou Aragón

## Vertalingen
- La dottrina segreta del sacerdozio di Melchitzedek, Agape (Milano), 1991

## Jaarlijkse herdenkingsplechtigheid
Ieder jaar, op Palmzondag rond 17 uur, verzamelen leerlingen, vrienden en sympathisanten van S.U. Zanne zich rond zijn graf op de begraafplaats van Flacé, in Mâcon.

## Werken over  August Vandekerkhove
- Ancel, Eve-Suzanne: Un féministe, Editions Cosmosophiques, 1926
- Ancel, Eve-Suzanne: S.U. Zanne. Vingt-deux lettres (précédées d’une histoire de sa vie), Editions Cosmosophiques, 1953
- Ancel, Eve-Suzanne: S.U. Zanne. Pages de Correspondance, précédées d’une histoire de sa vie et de ses oeuvres, Editions Cosmosophiques, 1954
- Gilliard, Edmond: Reconnaissance de S.U. Zanne, Lausanne, Spes, 1955
- Dánann, Alexandre de: Un occultiste rabelaisien, S.U. Zanne. Le père de la Cosmosophie, Paris, Edidit, 2008